# کوشک عزت‌آباد
کوشک عزت آباد مربوط به دوره پهلوی اول است و در ابرکوه، داخل شهر واقع شده و این اثر در تاریخ ۲۸ اسفند ۱۳۸۶ با شمارهٔ ثبت ۲۲۷۵۹ به‌عنوان یکی از آثار ملی ایران به ثبت رسیده است.